# Józef August Iliński
Józef August Iliński (ur. 18 sierpnia 1766 w Romanowie  – zm. 21 lutego 1844 w Petersburgu) – polski poseł w 1791, szef pułku grenadierów w 1788, generał major od 1788, generał lejtnant od 1793 i generał inspektor wojsk koronnych w 1792, rosyjski szambelan od 1793, tajny radca i senator od 1797, hrabia cesarstwa od 1779.
Był bratem Janusza Stanisława. Członek Towarzystwa Przyjaciół 3 Maja Ponieważ w tragicznych dla Polski latach 1792–1796 reprezentował politykę podporządkowania się Rosji na gruncie zachowania narodowości polskiej, uważany był za karierowicza i zdrajcę. W 1795 r. gubernialny urząd wołyński zajął mu część dóbr z Żytomierzem. W 1796 r. wybrany marszałkiem szlachty pow. cudnowskiego, a także żytomierskiego, a następnie marszałkiem guberni izjasławskiej, a potem wołyńskiej. Przez Katarzynę II mianowany na kamerhera. W l. 1800 i 1807 przeprowadził rewizję przyłączonych guberni zachodnich – na jego wniosek utrzymano dawną procedurę sądową i administrację. Nadinspektor guberni kijowskiej, podolskiej i wołyńskiej.

Znakomity Żytomiérzanin, hrabia Autust Iliński, senator, miał zasługi narodowe. Cesarz Paweł surowy dla Rossyan; widząc ich nieszczerość, poddaństwo niewolnicze, gotowość do zbrodni, gardził nimi, ludzi szlachetnych cenił, i przyjaciół szanował. (...) Szanując przyjacielskie poświęcenie się dla siebie Ilińskiego, chciał mu zaoferować przyszedłszy do tronu, to, czegoby tylko zażądał. Iliński wybrał łaskę uwolnienia wszystkich ziomków swoich. Paweł przejęty jego szlachetnością, idąc za popędem swego serca, dał więźniom wolność bezwarunkową, co się nigdy w amnestyach carskich nie zdarzało; żądał tylko zaręczenia za Ignacego Potockiego, uznanego za najwiękzsego wroga Rossyi: nikt tego z Polaków w Petersburgu uczynić nie śmiał. Iliński majątkiem i osobą za Ignacego Potockiego zaręczył, i równie z innymi go oswobodził. (...)

W 1789 roku został kawalerem Orderu Świętego Stanisława, w 1792 roku odznaczony Orderem Orła Białego, w 1796 roku odznaczony rosyjskim Orderem Świętego Aleksandra Newskiego, posiadacz Orderu św. Włodzimierza, Orderu św. Anny, Orderu Orła Czerwonego, Orderu św. Huberta, Orderu Lwa Złotego I klasy, kawaler od 1797, komandor od 1800 i w końcu baliw Zakonu Maltańskiego.